# Musikjahr 1658
Liste der Musikjahre

◄◄ | ◄ | 1654 | 1655 | 1656 | 1657 | Musikjahr 1658 | 1659 | 1660 | 1661 | 1662 | ► | ►►

Weitere Ereignisse
Dieser Artikel behandelt das Musikjahr 1658.

## Ereignisse
- 14. Februar: Das Ballet d’Alcidiane von Jean-Baptiste Lully, eine Gemeinschaftsarbeit mit J.-B. Boesser und L. de Mollier, wird uraufgeführt.
- Heinrich Held veröffentlicht das Adventlied Gott sei Dank durch alle Welt.

## Instrumental- und Vokalmusik (Auswahl)
- Johann Rudolf Ahle -- Ich hab’s gewagt
- Louis Couperin – Ave Maris Stella, OL 9
- Johann Jacob Froberger – Libro terzo, A-Wn Mus.Hs.16560
- Andreas Hammerschmidt – Fest-, Buß- und Danklieder; darin:
  - Meinen Jesum laß ich nicht
- Henry Lawes – Ayres and Dialogues for One, Two and Three Voyces, Vol. 3
- Etienne Moulinié – Meslanges de sujets Chrestiens ... avec une basse continue

## Musiktheater
- Johann Caspar Kerll – Applausi Festivi
- Jean-Baptiste Lully – Ballet d’Alcidiane, LWV 9

## Musiktheoretische Schriften
- Antoine de Cousu – Musique universelle, contenant toute la pratique, et toute la théorie

## Geboren

### Geburtsdatum gesichert
- 26. März: Andreas Christian Dedekind, deutscher Kantor und Komponist († 1706)
- 22. April: Giuseppe Torelli, italienischer Violinist und Komponist († 1709)
- 11. Oktober: Christian Heinrich Postel, deutscher Jurist, epischer Dichter und Opernlibrettist († 1705)

### Genaues Geburtsdatum unbekannt
- Damian Stachowicz, polnischer Komponist († 1699)

### Geboren vor 1658
- François Martin, französischer Komponist und Gitarrist († nach 1680)

### Geboren um 1658
- Jean Desfontaines, französischer Gambist und Komponist († nach 1752)

## Gestorben

### Todesdatum gesichert
- 00. März: Valentin Dretzel, deutscher Organist und Komponist (* 1578)
- 03. Mai: Nicolaus Bleyer, deutscher Komponist und Violinist (* 1591)
- 11. August: Antoine de Cousu, französischer Musiktheoretiker, Kirchenkapellmeister, Barockkomponist und Kleriker (* 1600)
- 24. August: Gottlieb von Hagen, deutscher Verwaltungsjurist, Diplomat und Kirchenlieddichter (* 1595)
- 27. August: Stefano Fabri junior, italienischer Musiker (* um 1606)
- 17. September: Georg Philipp Harsdörffer, deutscher Dichter, Librettist und Heraldiker (* 1607)
- 05. November: Abraham Teller, deutscher evangelischer Geistlicher und Kirchenlieddichter (* 1609)
- 15. November: Jacobus Revius, niederländischer calvinistischer Prädikant, Dichter, Kirchenlieddichter und Kirchenhistoriker (* 1586)

### Genaues Todesdatum unbekannt
- Leonhard Löw, deutscher Stück- und Glockengießer (* 1606)
- Joan March, spanischer Benediktinermönch und Komponist (* 1582)